# Madagaszkári vöcsök
A madagaszkári vöcsök (Tachybaptus pelzelnii) a vöcsökalakúak (Podicipediformes) rendjébe, ezen belül a vöcsökfélék (Podicipedidae) családjába tartozó faj.

## Rendszerezése
A fajt Gustav Hartlaub német ornitológus írta le 1861-ben, a Podiceps nembe Podiceps pelzelnii néven. Tudományos nevét August von Pelzeln osztrák ornitológusról kapta.

## Előfordulása
Madagaszkár nyugati és középső részén honos. Természetes élőhelyei a tengerparti sós lagúnák, édesvizű tavak és mocsarak, folyók és patakok környékén, ahol dús a növényzet és sok tündérrózsa található bennük. Állandó, nem vonuló faj.
Korábban az egész szigeten széles körben elterjedt faj volt, hegyvidéki tavakon egészen 2000 méteres magasságig mindenfelé előfordult.
Mára eredeti elterjedési területe egy részéről teljesen eltűnt, máshol igen megritkult. Legnagyobb állományai a tavakban gazdag nyugati országrészben van.

## Megjelenése
Testhossza 25 centiméter. A két ivar megkülönböztető bélyege a csőr, ami a tojónál valamivel hosszabb, mint a hímnél. Mindkét ivar csőre igen vékony.
Nászruhában a fej egészen a szem vonaláig fekete színű. Torka szürke, sárgásbarna fülfoltjai jellegzetesek. Melle szürke, testének felső része rozsdabarna. Szeme sötétvörös. Csőre nászidőszakban fekete fehér véggel, egyébként sárga. 
a nászidőszakon kívül tollazata némileg fakóbb és hiányoznak a fülfoltok is.

## Életmódja
Tápláléka elsősorban apróbb halakból és vízi rovarokból áll. Egy helyben élő faj, vándorlásai mindig csak lokálisak, ha élőhelye kiszárad, illetve a fiatal egyedek keresnek maguknak új élőhelyet.

## Szaporodása
Szaporodási időszaka augusztustól márciusig tart.  A költőpárok igen territoriálisak, de nagyobb tavakon, ahol több az élelem kisebb, laza kolóniák is kialakulhatnak. Fészkét úszó levelű vízinövényekre, elsősorban tündérrózsák leveleire építi. Egy fészekaljban 3-4 tojás található.

## Természetvédelmi helyzete
Az elterjedési területe korlátozott, 1000-2499 példány közötti és gyorsan csökken. A Természetvédelmi Világszövetség Vörös listáján veszélyeztetett fajként szerepel.
Korábban igen nagy állományai éltek Madagaszkár legnagyobb taván, az Alaotra-tavon is, ahol mellette a szintén endemikus Alaotra-vöcsök és a kis vöcsök is előfordult. A tavon a faj összállományát 1985-ben már csak 10-20 egyedre becsülték.
A 20. század második felére a tavon a változások olyan mértékűek lettek, hogy a vöcskök számára már nem megfelelő az élettér. A tavon zajló intenzív rizstermesztés miatti nádvágás, a tó folyamatos feltöltődése és a betelepített halfajok miatt felborult a tó ökológiai egyensúlya. A meghonosított növényevő fajok, mint például a tilápiák nagy mértékben fogyasztják a vízinövényeket, melyek a vöcsök fő költőhelyei, emellett elfogyasztják a vöcsök táplálékát is. Az 1980'-as években nagy méretű ragadozó halakat is telepítettek a tóba, hogy élelmet szolgáltassanak a tó körül élő, igen megszaporodott lakosság számára. Ezek viszont komoly fenyegetést jelentenek a vöcsök számára, mely kis termete miatt zsákmányállattá is vált, kisebb mértékben ugyan, de hasonló folyamatok veszélyeztetik a sziget többi kisebb tavát is.

## Fordítás
- Ez a szócikk részben vagy egészben  a   Madagaskar-Zwergtaucher című német Wikipédia-szócikk fordításán alapul.  Az eredeti cikk szerkesztőit annak laptörténete sorolja fel. Ez a jelzés csupán a megfogalmazás eredetét és a szerzői jogokat jelzi, nem szolgál a cikkben szereplő információk forrásmegjelöléseként.